# Слеп-браслет

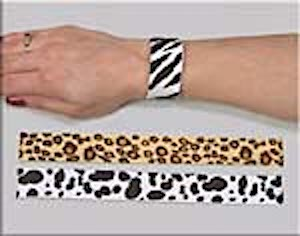
Слеп-браслети

Слеп-браслет (або легкий браслет) — це браслет, що складається з шаруватої, гнучкої стійкої пружини з нержавіючої сталі, загорнутої всередину тканини, силікону або пластику. Він може бути різноманітним за кольорами та дизайном.

## Історія
Слеп-браслет був винайдений викладачем зі штату Вісконсин Стюартом Андерсом і проданий під торговою маркою «Slap Wrap». Оригінальний браслет «Slap Wrap» був 23 см (9 дюймів) в довжину і 2,5 см (1 дюйм) в ширину, виготовлений зі сталі, що була 0,15 мм (0,006 дюйма) товщиною. Хоча в дешевших версіях застосовувалася більш тонка сталь, яка, швидше за все, ламалася та була небезпечною для власника.
Це був популярний аксесуар серед дітей та підлітків наприкінці 1980-х, що був доступний у найрізноманітніших моделях і кольорах. Браслет заборонили в кількох школах після повідомлень про травми від зношених або модифікованих версій.